# محمد بن عبد الوهاب الوصابي
محمد بن عبد الوهّاب بن علي الوصابي العبدلي (1376 – 1436 هـ / 1956 - 29 ابريل 2015) من علماء الدعوة السلفية المعاصرين في اليمن،  توفي في الرياض بعد معاناة مع سرطان القولون. تعلم في السعودية ومن ثم انتقل إلى بلده «وصاب» وانتقل إلى الحديدة وسكن بها.

## مؤلفاته
1. القول المفيد في أدلة التوحيد.
2. إيضاح الدلالة في تخريج حديث: «لا اعتكاف إلا في المساجد الثلاثة».
3. القول المرضي في عمرة المكي.
4. الجوهر في عدد درجات المنبر.
5. التلخيص الحبير في حكم رضاع الكبير.
6. تحفة الأريب بما جاء في العصا للخطيب.
7. القول الجلي في تخريج وتحقيق حديث القنوت للحسن بن علي.
8. القول الصواب في حكم المحراب.
9. الطرد والإبعاد عن حوض يوم المعاد.
10. تحقيق رسالة السيوطي «إعلام الأريب بحدوث بدعة المحاريب».[1]
11. التحذير من الشيطان
12. نساء أهل الجنة حور عين وآدميات
13. فضل التسامح والصفح والعفو وكظم الغيظ
14. تفاوت أهل الجنة في الدرجات العلى والنعيم المقيم
15. آداب السفر
16. أذكار الصباح والمساء
17. التمسك بالسنة سعادة وفلاح
18. التحذير من الشرك بالله
19. رسالة «وما خلقت الجن والإنس إلا ليعبدون»
20. العناية بتوحيد الله
21. النصائح والكلمات الذهبية
22. رسالة في «وجوب تسوية الصفوف في الصلاة»
23. كتاب في أحكام الصلاة
24. كتاب في أحكام الزكاة
25. مذكرة في أحكام الصيام، وهي رسالة مختصرة
26. وله كتاب مفصل في أحكام الصيام في جزءين
27. مناسك الحج والعمرة «كتاب كبير في جزءين»
28. البيان المبين إن كنتم تحبون الناصحين
29. وجوب التخلق بأخلاق الإسلام
30. حملة أعداء الأمة على المرأة المسلمة
31. أمور كثيرة في الدنيا تذكر بالآخرة
32. عز المسلمين في تمسكهم بالدين
33. خصائص الصلاة في الإسلام

## وصلات خارجية
- موقع مفكرة الشيخ غازي بن سالم أحد تلامذة الشيخ وكاتب الترجمة المعتمدة من الشيخ قبل وفاته رحمه الله